# Basilica di San Giovanni Battista (Monza)
La basilica di San Giovanni Battista era una chiesa di Monza, fondata dai Longobardi alla fine del VI secolo. 
Di essa rimangono pochi resti archeologici e soprattutto la descrizione tramite alcune fonti scritte; al suo posto è stato eretto, tra il XIII ed il XIV secolo, l'attuale Duomo di Monza.

## Storia
La chiesa fu fondata intorno al 595 dalla regina Teodolinda come cappella palatina del suo Palazzo Reale monzese, residenza estiva della corte longobarda. 

Secondo Paolo Diacono, la regina scelse Monza, già sede di un palazzo di Teodorico, perché attratta dal clima e dalla salubrità del borgo; vi consacrò quindi l'edificio, che dotò di «molti oggetti d'oro e d'argento» e «di terre». 

La basilica era certamente già consacrata nel 603, quando l'abate Secondo di Non vi celebrò il battesimo di Adaloaldo, figlio di Teodolinda e Agilulfo.
Nella Basilica monzese furono sepolti sia Adaloaldo nel 626, sia Teodolinda nel 628, e forse Agilulfo nel 616 e Rotari nel 652, anche se più recenti ricerche sostengono che il sovrano venne tumulato nella chiesa di San Giovanni Domnarum (fondata dalla moglie Gundeperga) o, quasi sicuramente, nella chiesa di San Giovanni in Borgo a Pavia.
In effetti tre tombe decorate di datazione altomedievale, di cui una doppia, sono state ritrovate al centro della navata sinistra dell'attuale Duomo, dove sono visibili attraverso una lastra di vetro nel pavimento. 

Una delle tombe, ancora sigillata, conteneva uno scheletro privo di ornamenti. Lo scheletro, ancora da datare, potrebbe essere di Rotari
I resti della regina e quelli di suo figlio Adaloaldo furono trasferiti nel 1308 nel sarcofago della Cappella di Teodolinda.
La basilica rivestì anche un importante ruolo simbolico e sacro nell'immaginario longobardo, legata a diverse leggende. Paolo Diacono riferisce di una visione avuta dal figlio e successore di Rotari, Rodoaldo: a causa della sua empietà - aveva profanato la tomba del padre per invidia e per sottrarne i tesori fu visitato in sogno da Giovanni Battista in persona, che gli interdisse l'ingresso nella basilica. Da allora, ogni volta che Rodoaldo tentò di varcare la soglia della chiesa, una forza misteriosa lo colpì alla gola e lo rigettò indietro. 

La basilica venne anche ricordata nella profezia comunicata, ai tempi di Grimoaldo, da un eremita all'imperatore bizantino Costante II, che mirava alla riconquista dell'Italia: il monaco lo informò infatti che i Longobardi erano invincibili poiché protetti da san Giovanni, proprio grazie alla decisione di Teodolinda di costruire la basilica in suo onore.

La medesima profezia prediceva la rovina dei Longobardi, quando la devozione verso il santo e la sua basilica sarebbe venuta meno. E infatti Paolo Diacono, che compose la sua Historia Langobardorum dopo la caduta del Regno longobardo, constatò:
(Paolo Diacono, Historia Langobardorum, V, 6)
L'edificio è stato demolito tra il XIII e il XIV secolo insieme all'attiguo Palazzo Reale, per far posto all'attuale Duomo di Monza.

## Architettura
Le antiche fonti scritte testimoniano che la Basilica era a tre navate ed era preceduta da un atrio quadriportico..

Scavi archeologici sembrano confermare che l'antica basilica longobarda fosse nella metà orientale dell'attuale Duomo, con probabile pianta triabsidata cruciforme

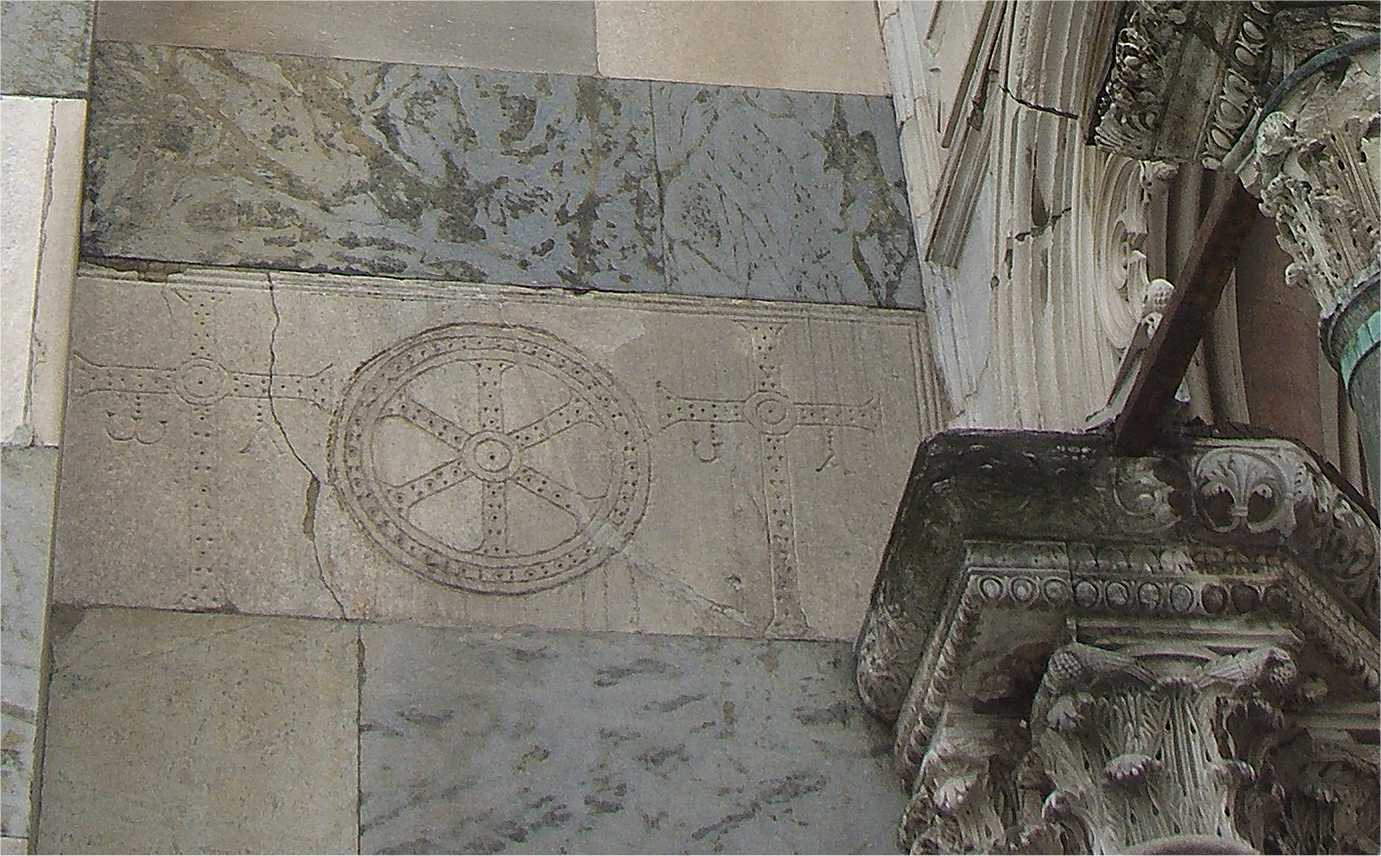

Della costruzione longobarda sono rimasti soltanto pochi materiali edilizi.

Il resto più importante dell'antica basilica, o forse del palazzo reale di Teodolinda, è costituito dalla torre ad est dell'attuale sacrestia, alta più di venti metri e che fu usata come campanile fino al 1606.

Della Basilica longobarda sono inoltre tuttora visibili due lastre marmoree incastrate nella facciata alla sinistra dell'attuale protiro, decorate a graffito e raffiguranti croci votive. 

Nel Museo del Duomo sono anche conservate tegole del tempio.

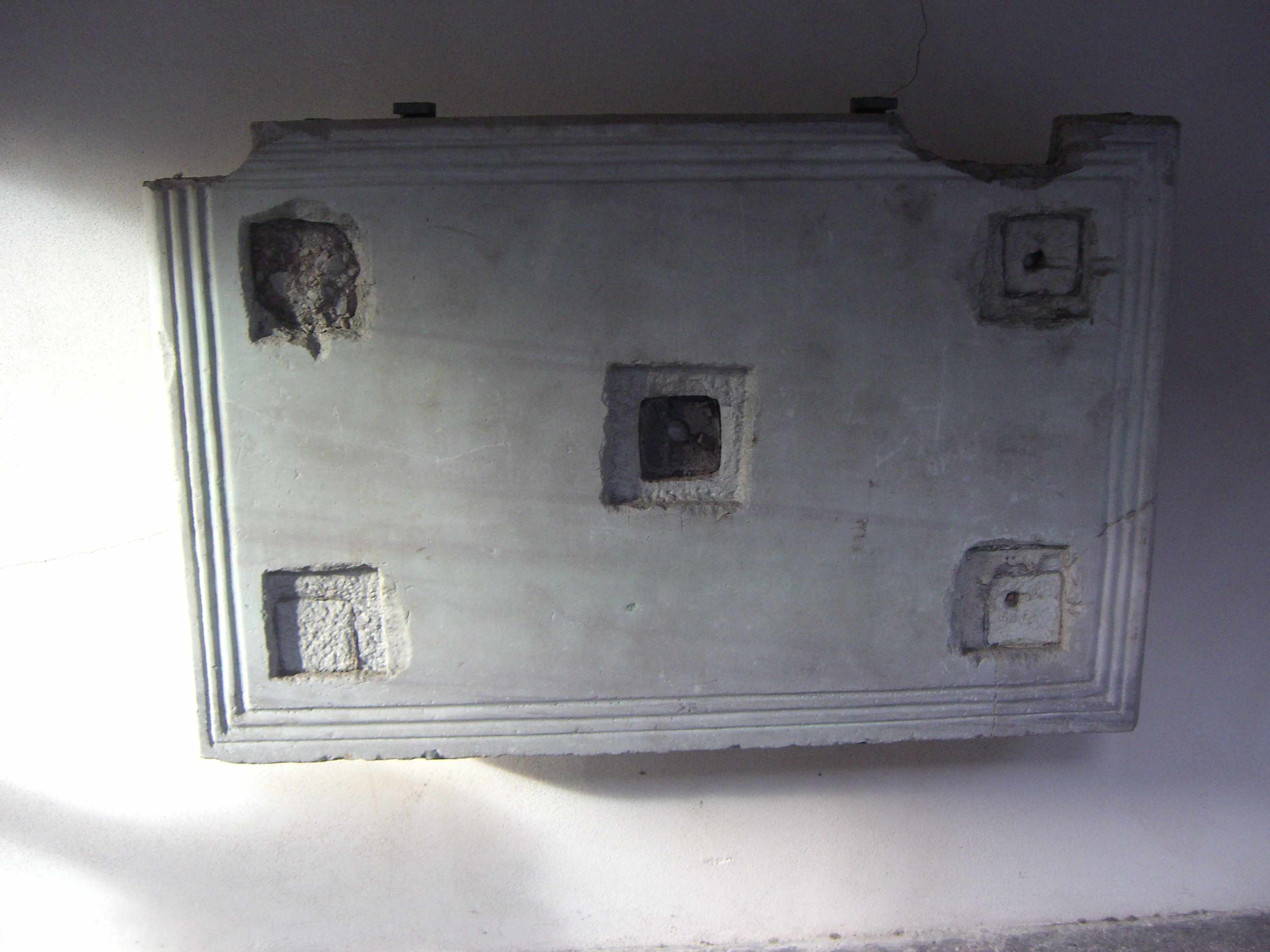

Lavori eseguiti nel 1988 ai piedi della Cappella di San Giovanni decollato hanno consentito di ritrovare una lastra marmorea riutilizzata per il pavimento. La lastra era probabilmente la base o il piano di un altare alto medievale e presenta cinque incavi con residui di piombo fuso: ai quattro angoli erano le sedi di pilastrini di sostegno, mentre l'incavo centrale conteneva forse un reliquiario. È probabile che la lastra, oggi conservata nel chiostrino del Museo del Duomo, appartenesse all'altar maggiore dell'Oraculum di Teodolinda.

## Rito romano
Pur facendo parte dell'Arcidiocesi di Milano, Monza celebra la liturgia in rito romano. Già ai tempi della regina Teodolinda si celebrava in rito aquileiese o patriarchino. Soppresso tale rito nel 1596 dal patriarca Francesco Barbaro, nel sinodo di Udine, e sostituito col rito romano anche a Monza si adottò il rito romano.

### Fonti primarie
- Paolo Diacono, Historia Langobardorum (Storia dei Longobardi, cura e commento di Lidia Capo, Lorenzo Valla/Mondadori, Milano 1992).

### Fonti secondarie
- Lidia Capo. Commento a  Paolo Diacono, Storia dei Longobardi, a cura di Lidia Capo, Milano, Lorenzo Valla/Mondadori, 1992, ISBN 88-04-33010-4.
- Jörg Jarnut, Storia dei Longobardi, traduzione di Paola Guglielmotti, Torino, Einaudi, 1995  [1982], ISBN 88-06-13658-5.